# Globeville (Denver, Colorado)

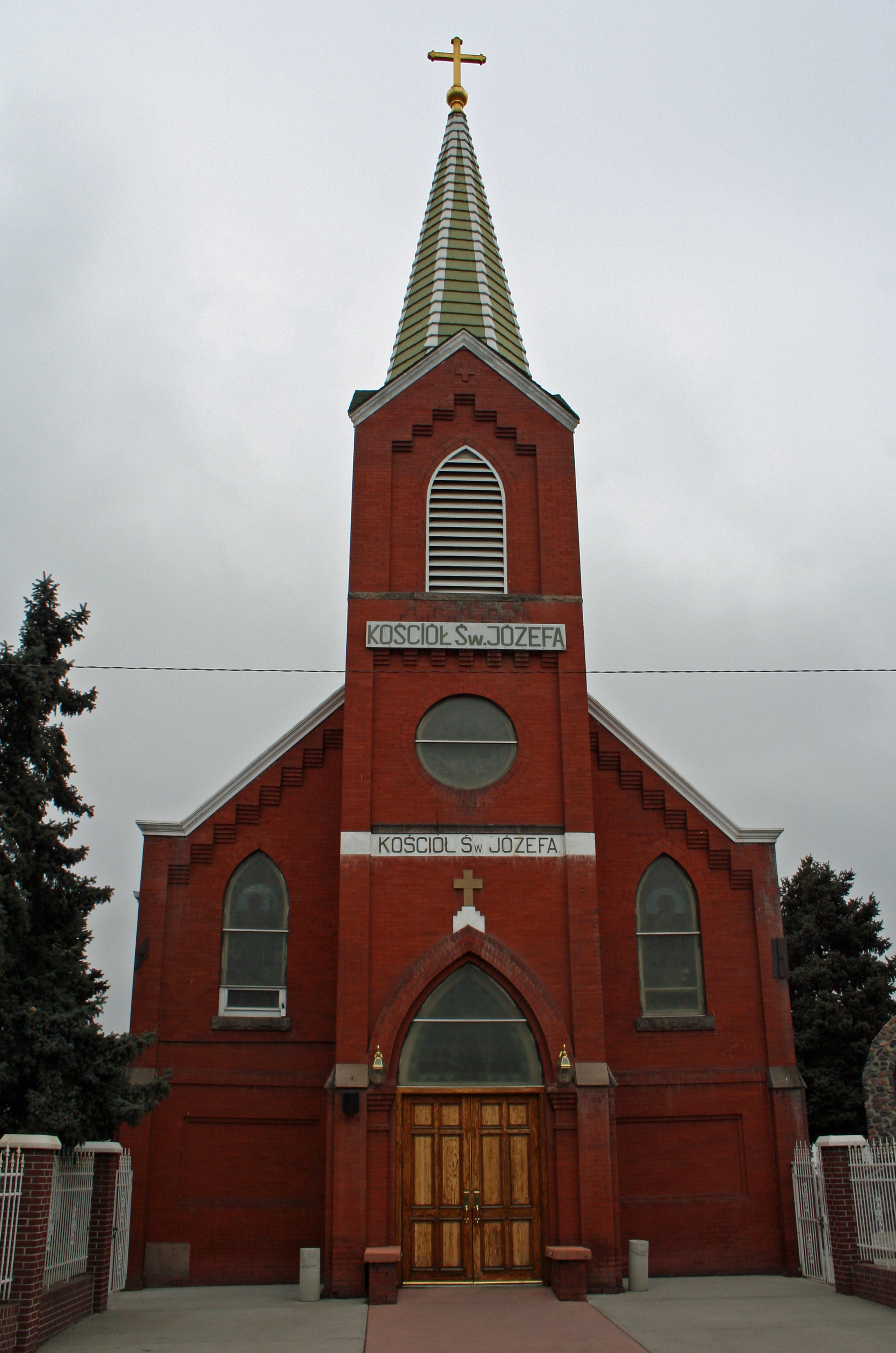
L'Église catholique polonaise Saint-Joseph (Kościół św. Jozefa) à Globeville.

Globeville est un quartier de Denver dans le Colorado aux États-Unis. Il est situé dans la zone traditionnellement appelée North Denver.
Le quartier est identifié par le recensement américain de 2000 comme « Census Tract 15 ».
Les autoroutes Interstate 25 et 70 coupent le quartier en deux verticalement et horizontalement, respectivement. Le quartier et la nappe phréatique sous-jacente ont été pollués durant plus d'un siècle par l'usine Globe ASARCO, l'une des usines métallurgiques du groupe ASARCO qui s'est déclaré en faillite en 2006.

## Frontières
Selon un document intitulé Globeville Neighborhood Assessment, préparé par le Département de la planification et du développement communautaire de Denver en 2008, Globeville est situé au nord de Denver et est délimité par la rivière South Platte à l'est et au sud, la rue Inca au à l'ouest et les limites de la ville (principalement la 52e avenue) au nord.

## Histoire
Selon l'évaluation du quartier (de 2008),

« il s'est initialement construit à la fin des années 1880 autour de l'usine Globe Smelting and Refining Company. Bon nombre des premiers travailleurs étaient des immigrants d'Europe de l'Est, notamment des Autrichiens, des Croates, des Allemands, des Polonais, des Russes, des Scandinaves, des Slovènes et d'autres peuples slaves. En plus des fonderies, l'industrie du chemin de fer et celle des usines de conditionnement offraient des opportunités d'emploi dans le quartier. 
Globeville a été initialement fondée en 1889, puis incorporée en tant que ville en 1891. La ville et le comté de Denver ont annexé Globeville en 1902. 
Même dans ses premières années, Globeville était isolée du reste de la ville. Les chemins de fer et la rivière South Platte servaient de barrières physiques. Il n'y avait qu'un seul arrêt de tramway, situé juste à l'extérieur de Globeville, et l'automobile n'était pas encore une option de transport viable. Avec un accès aussi limité, la majorité des personnes qui travaillaient à Globeville vivaient également dans le quartier. Les diverses populations d'immigrants ont prospéré à mesure que les églises et les organisations sociales se sont développées autour des différentes nationalités. 
L'isolement de Globeville s'est aggravé au milieu du XXe siècle quand deux nouvelles autoroutes ont coupé le quartier en deux. 
La construction de l'Interstate 25 a commencé en 1948 et s'est achevée en 1958. Elle s'étend du nord au sud au milieu du quartier de Globeville. 
L'Interstate 70 a ensuite été achevée en 1964. L'Interstate 70 a divisé la zone résidentielle de l'est de Globeville et sa construction a entraîné la perte de 30 maisons. 
L'histoire de Globeville en tant que foyer d'immigrants s'est poursuivie jusqu'à nos jours. Au cours des dernières décennies, une population latino ou hispanique croissante s'est installée dans ce quartier.
Les autoroutes et les chemins de fer ont également continué à faire de Globeville un endroit attrayant pour les entreprises et l'industrie. Plusieurs grandes opérations et employeurs sont situés dans le quartier et à proximité, notamment le complexe Denver Coliseum and Stock Show, le quartier des affaires de Bannock Street et l'usine d'embouteillage Pepsi. »

Le prix moyen par pied carré d'une maison à Globeville en mai 2017 était de 420,15 $.

## Démographie
La composition ethnique de Globeville est de 10,57 % de Blancs (4,98 % de blancs seuls non hispaniques), de 2,11 % d'Afro-Américains, de 0,50 % d'Asiatiques et de 0,44 % d'Amérindiens. Hispaniques et Latino-Américains représentent 91,95 % de la population.
Le taux de pauvreté du quartier de Globeville est de 23,15 % de la population, bien au-dessus des moyennes de Denver et nationales. Globeville a l'un des taux de criminalité les plus élevés de tout Denver (taux de 288 incidents pour 1 000 habitants).

## Repères
Quelques monuments et structures sont bien connus dans la région de Denver.
L'un d'eux est le Mousetrap, qui est le grand échangeur autoroutier où l'Interstate 25 croise l'Interstate 70 dans le quartier.
Une autre est l'église catholique polonaise Saint-Joseph, située au 517 East 46th Avenue, dans le quartier.
La rivière South Platte sert quant à elle de limite Est du quartier.
Un parc dit Globeville Landing Park se trouve du côté est de la rivière, (techniquement à l'extérieur du quartier).
Le Colorado Front Range Trail traverse Globeville le long de la rive ouest de la rivière South Platte et est utilisé ici principalement comme piste cyclable.
Un autre point de repère important, favori des enfants, est le parc Argo, situé au cœur du quartier de Globeville.